# Sassenholz
Sassenholz (plattdeutsch Tzassenholt) ist eine Ortschaft im niedersächsischen Landkreis Rotenburg (Wümme).
Seit dem 1. März 1974 ist sie Bestandteil der Gemeinde Heeslingen. Zur Ortschaft gehört auch der Wohnplatz Twistenbostel.

## Geographie
Sassenholz liegt auf der Stader Geest, etwa 6 km nördlich von Heeslingen. Die Twiste fließt etwa 300 m nordwestlich an Sassenholz vorbei. Die Landschaft ist ländlich und durch die Landwirtschaft geprägt mit Wiesen, Weiden und Ackerland. Das etwa 40 ha große Moorgebiet Wittenmoor blieb unkultiviert.

## Geschichte
Einen Nachweis für die vor- und frühgeschichtliche Besiedlung der Gemarkung liefert das Hünengrab Sassenholz.
Die erste urkundliche Erwähnung fand die Ortschaft um 1306 als Tzerzenholte. Namensgeber war das Waldstück Saßenholt.
Ursprünglich gehörte Sassenholz schulisch und politisch der Börde Heeslingen, kirchlich jedoch der Börde Selsingen an. Die Gründe dafür sind ungeklärt. 1907 wurde Twistenbostel eingemeindet. Im Ersten Weltkrieg fielen neun Soldaten aus Sassenholz oder wurden vermisst und im Zweiten Weltkrieg 20.
Als die neue Kreisordnung 1885 in Kraft trat, wurde das Amt Zeven aufgelöst und Sassenholz wurde Teil vom neuen Kreis Zeven, der 1932 im Kreis Bremervörde aufging. Dieser fusionierte 1977 mit dem alten Landkreis Rotenburg (Wümme) zum neuen Landkreis Rotenburg (Wümme).
Zum 1. März 1974 wurde Sassenholz im Zuge der Gebietsreform nach Heeslingen eingemeindet.

### Religion
Sassenholz ist evangelisch-lutherisch geprägt und gehört zum Kirchspiel der St.-Lamberti-Kirche in Selsingen. Die Christ-König-Kirche in Zeven (Kirchengemeinde Corpus Christi, Rotenburg) ist die zuständige katholische Kirche.

## Politik

### Ortsbeauftragter
Ortsbeauftragter ist seit 2006 Frank Braasch

## Kultur und Sehenswürdigkeiten
- Wohn- und Wirtschaftsgebäude Twistenbostel 2A von 1882 in Fachwerk
- Kriegerdenkmal für die Gefallenen in beiden Weltkriegen, an der Hauptstraße
- Radtouren durch das Wittenmoor, zu den Hünengräbern bei Twistenbostel oder an der Twiste
- In Twistenbostel befinden sich zwei Wochenendgebiete.

## Wirtschaft und Infrastruktur
Der Wirtschaftsschwerpunkt liegt auf der Landwirtschaft, es existieren jedoch auch einige Gewerbebetriebe.

### Verkehr
Durch Sassenholz verläuft die Kreisstraße 110, die im Südosten nach Heeslingen und im Norden nach Anderlingen und Ohrel läuft. Die K 134 verbindet Sassenholz mit der K 120 in Bohnste und mit der Bundesstraße 71 in Brauel. Der nächste Bahnanschluss besteht 16 km entfernt in Kutenholz an der Bahnstrecke Bremerhaven–Buxtehude.

### Vereine
- Freiwillige Feuerwehr von 1930
- Jagdgenossenschaft Sassenholz